# Caligo beltrao
A borboleta-coruja (Caligo beltrao) tem esse nome por assemelhar-se à cara de uma coruja, com seus grandes olhos abertos. Isso funciona como uma defesa eficiente contra predadores. Os olhos em suas asas servem para enganar seus predadores: podem simular um animal maior, assustando o predador, ou desviar sua atenção da cabeça, levando-o a atacar a ponta das asas, enquanto a borboleta foge. E uma borboleta, típica da região Leste do Brasil. Os adultos de tais borboletas possuem hábitos crepusculares e visitam frutos, e as lagartas desenvolvem-se em bananeiras e em outras plantas da família das ciperáceas e marantáceas.

## Características

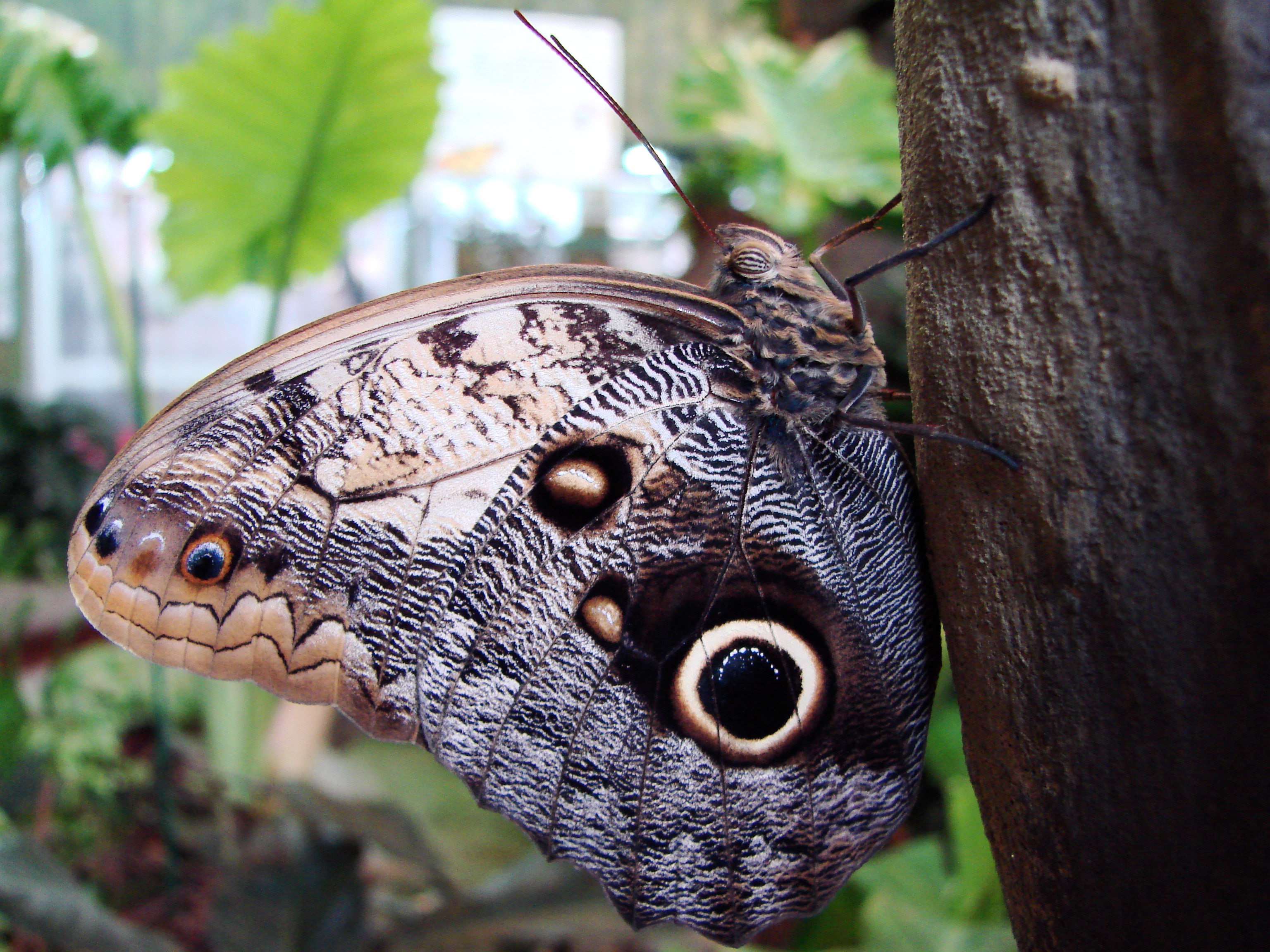

A borboleta-coruja existe somente na América do Sul, sendo uma das maiores espécies que ocorrem no Brasil, podendo medir até 18 cm de envergadura (de ponta a ponta das asas). Vive junto à beirada de matas ou bananeiras. Voa, lentamente, ao amanhecer e ao entardecer. Durante o dia, pousada à sombra da vegetação, mostra, nas asas posteriores, duas manchas ocelares, uma em cada asa, que lembram olhos de coruja, com pupila negra e íris clara. Essa adaptação serve para enganar seus predadores, quando ameaçada abre as asas de repente, revelando enormes olhos e empina o corpo. Para seu predador transformou-se em coruja que é um dos maiores inimigos de pequenos animais. A média de vida do indivíduo adulto é de aproximadamente 90 dias (3 meses), ao passo que o desenvolvimento do ovo até a completa metamorfose dura cerca de 150 dias (5 meses). A lagarta alimenta-se de folhas de bananeira.

## Morfologia
Não existe uma borboleta exatamente igual à outra, posto que a natureza não produz objetos idênticos, mas seres vivos de combinação genética única. As variações entre uma borboleta e outra podem ser extremamente sutis ou tão grandes que até pareçam pertencer a espécies diferentes. Normalmente, as fêmeas são maiores e menos coloridas que os machos. Desta forma se forma novas subespecies como a Caligo Beltrao Adlas, vista nas matas da regiao de serra do estado de Minas Gerais

## Asas
A asa da borboleta é coberta por minúsculas escamas, que formam aquele pó que fica no dedo quando seguramos suas asas. Cada escama possui uma cor e compõe o mosaico que forma fabulosos desenhos. As cores das escamas podem ser estruturais ou resultar de pigmentos. No primeiro caso estão as asas azuis metálicas: não existe um pigmento azul; essa cor é resultado de fenômenos ópticos de difração e reflexão da luz. A asa azul nunca perde a cor, mesmo depois de anos da morte da borboleta.

## Inimigos
Não é atacada por formigas, uma defesa química possível é até agora ainda desconhecida. Um dos inimigos principais dela é a vespa da família Trichogrammatidae. Estas vespas minúsculas furam o corpo de ambos os sexos depositando seus ovos. Assim suas larvas parasitam tanto borboleta quanto seus ovos; de um ovo parasita podem se desenvolver até 30 vespas.
Os inseticidas usados nas plantações de banana são outros considerados inimigos de borboletas desta espécie, já que eles impedem a reprodução e a produção de ovos.

## Alimentação

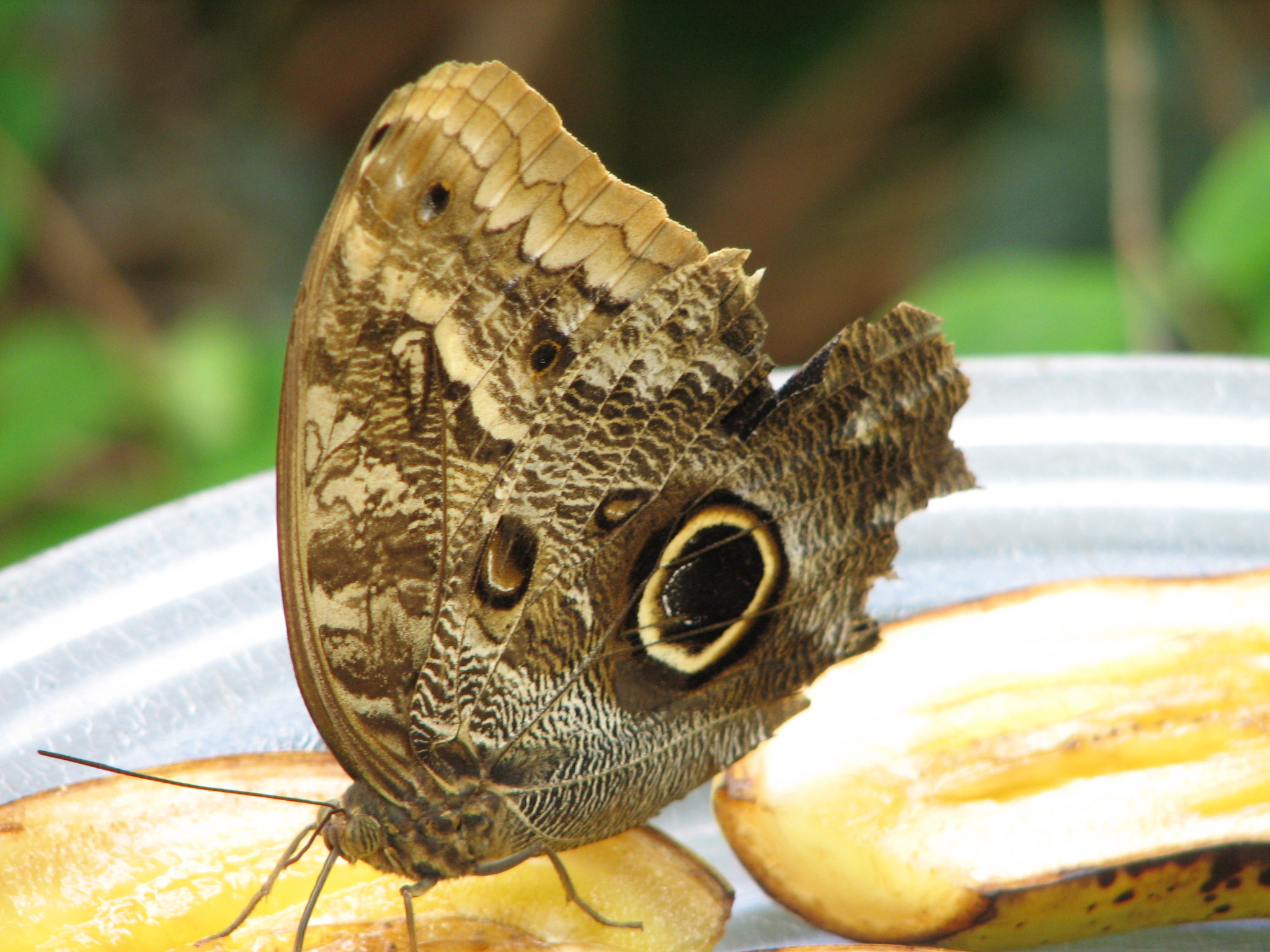

A borboleta adulta alimenta-se pela probóscide ou espirotromba, é uma espécie de tromba que fica enrolada dentro de sua cavidade bucal. A borboleta-coruja gosta de se alimentar de frutas podres em decomposição caídas no chão, ou ainda em fezes de animais. Outras espécies se alimentam de néctar de flores, sais minerais do suor humano.
Existem ainda espécies que não comem nada na fase adulta, substituindo com a reserva nutritiva que acumula no estágio de lagarta. A borboleta-coruja é uma espécie fácil de criar em cativeiro e até em casa, pois as lagartas alimentam-se de folhas de bananeiras e a borboleta de frutas e vermes.

## Ovos

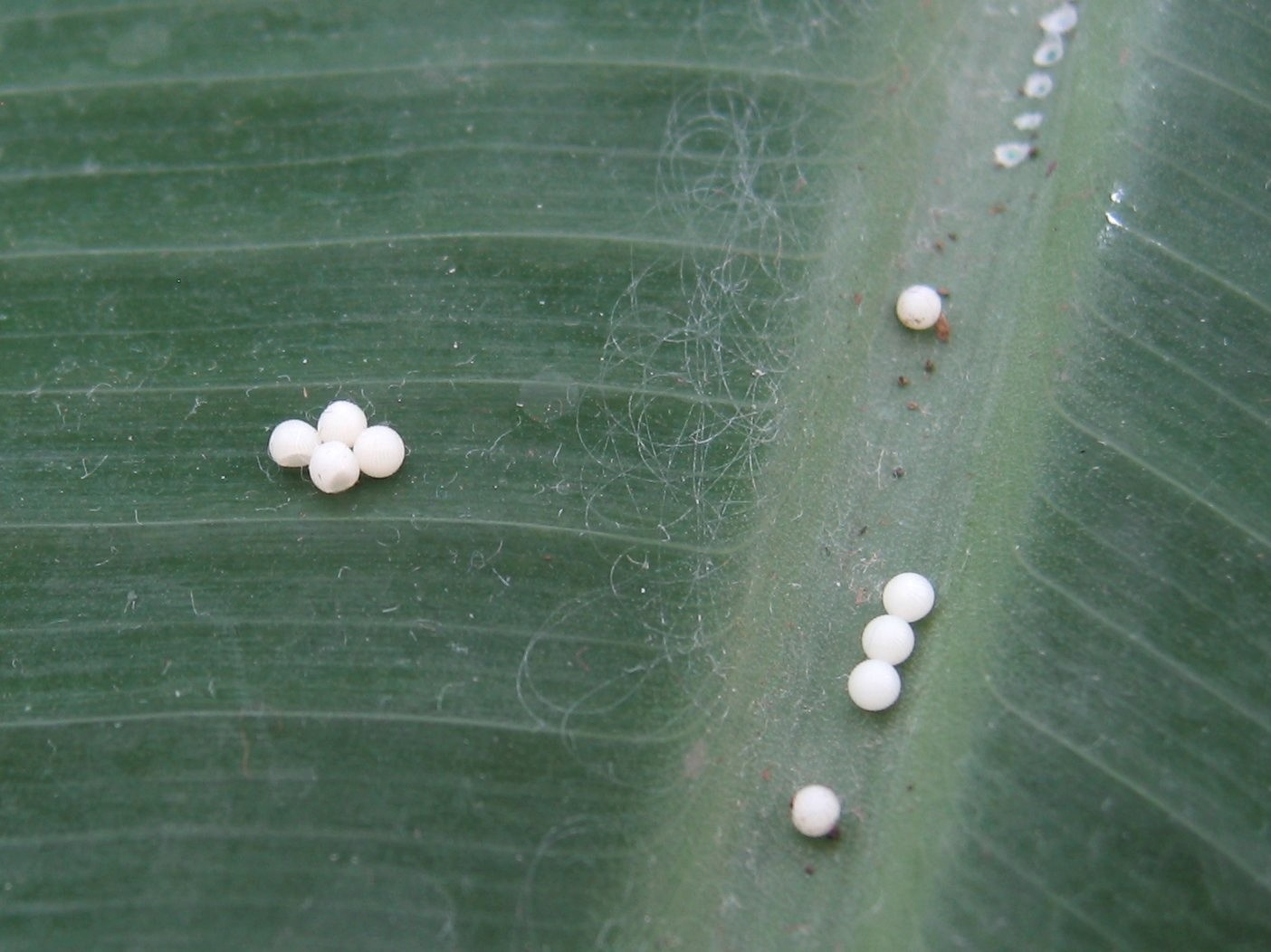

Logo após o acasalamento, a fêmea da borboleta começa a pôr seus ovos. Para isso, procura a planta certa, identificando-a principalmente pelo cheiro, mas também pela cor, forma, textura e localização. Antes de depositar seus ovos, a fêmea certifica-se de que não há ovos de outra borboleta na folha escolhida, para evitar competição por alimento entre as lagartas. O ovo possui um minúsculo orifício em sua parte superior (a micrópila), que permite a entrada do espermatozóide e, posteriormente, a respiração do embrião. O ovo da borboleta-coruja é relativamente grande, com cerca de 2 mm de diâmetro

## Lagarta

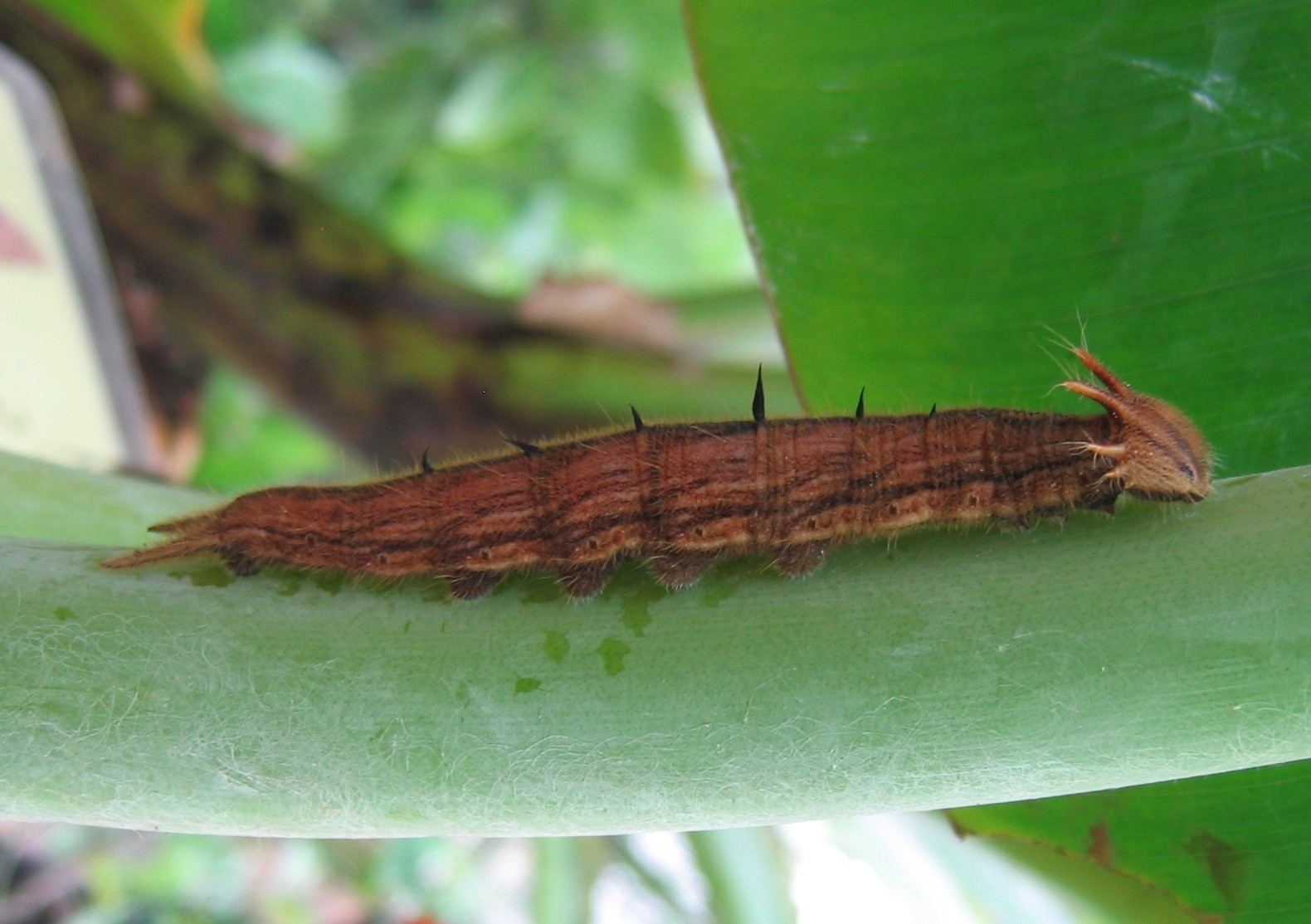

A maioria das lagartas de borboletas tem a ausência de pelos, ao contrário das de mariposa, há lagartas coloridas mas na maioria das vezes são verdes ou marrons para confundir-se com a coloração das folhas.
À medida que cresce a lagarta troca de pele de quatro a oito vezes, conforme a espécie, um ou dois dias antes dessa troca a lagarta fica dois dias sem comer; a lagarta da borboleta-coruja nessa troca de pele também troca de coloração, passando de verde (seu estágio inicial de lagarta) para marrom (seu estágio final de lagarta).
Estágio final de lagarta, nesse estágio de seu desenvolvimento, as lagartas da borboleta-coruja mudam de cor, adquirindo a tonalidade marrom. Dessa forma, podem ficar camufladas entre as folhas secas da base das bananeiras, saindo principalmente à noite, para alimentar-se. É provável que as lagartas distingam luz de escuridão, mas não consigam perceber formas e compor uma imagem nítida. Localizam a comida pelo tato e o olfato. O reflexo de alimentação ocorre por sensores localizados ao lado das mandíbulas, sem os quais a lagarta não seria capaz de reconhecer uma planta como alimento.

## Crisálida

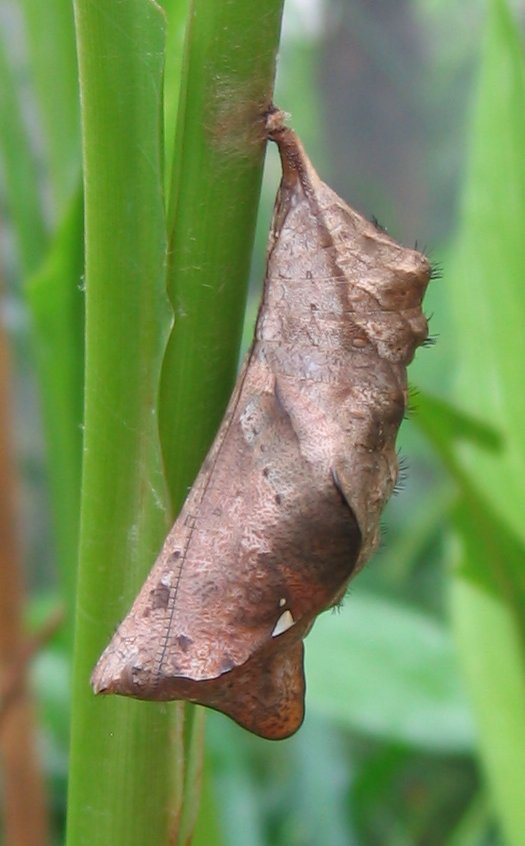
Crisálida fechada

Permanecem dentro dessa crisálida ou pupa durante 1 mês. A crisálida se parece muito com uma folha, isso acontece para a lagarta se proteger de vários danos e ataques até completa inteiramente sua metamorfose. Quando a borboleta sai da crisálida, já é um inseto adulto e pesa 16 gramas: não crescerá mais nem passará por outras renovações de pele. Pode levar de uma a duas horas do momento em que sai do casulo até que possa realizar seu primeiro voo. Ao sair do casulo, suas asas estão totalmente encolhidas; vão expandindo-se aos poucos, pela pressão da hemolinfa (o "sangue" dos insetos) e pelos movimentos musculares, num processo que dura cerca de 20 minutos. Durante esse processo, a borboleta fica pendurada; desse modo, as asas se abrem com perfeição.